# Imani Boyette
Imani Boyette, née le 11 octobre 1994 à Los Angeles, en Californie aux États-Unis, est une joueuse américaine de basket-ball.  

## Biographie
Mariée en juillet 2015 à Paul Boyette, un joueur de football américain de Texas rencontré à son arrivée sur le campus, elle est née dans une famille sportive étant la fille de la joueuse WNBA Pamela McGee et de Kevin Stafford. Son frère aîné JaVale McGee est un joueur NBA. Sa cousine Annette Smith-Knight est championne NCAA avec Texas en 1986. Sa tante Trisha Stafford-Odom est joueuse WNBA puis coach de Concordia University alors que son cousin Jarron Gilbert est un joueur NFL des Bills de Buffalo. Blessée à 3 ans lors d'un conflit conjugal entre ses parents, elle est élevée par sa tante et n'aura pas de relation normale avec sa mère avant l'âge de 13 ans. Au collège, elle fait trois tentatives de suicide et est victime d'un viol avant de trouver refuge dans la poésie et de commencer le basket-ball au lycée. Son compagnon l'aide à renouer avec sa famille et à révéler ses secrets.
En high school, elle joue également au volley-ball jusqu'en sophomore et se voit même offrir une bourse NCAA dans cette discipline, mais choisit le basket-ball. Championne de Californie avec Winward en 2011 et 2012, elle dispute en 2012 le McDonald’s All-America Game. En 2010, elle est championne du monde U17 avec les USA U17 à Rodez avec des moyennes de 3,6 points et 5,3 rebonds en 9,8 minutes par rencontre. L'année suivante, elle est sélectionnée avec les U18 mais doit renoncer sur blessure. Elle rejoint la NCAA aux Longhorns du Texas. Elle est nommée freshman de l'année de la Big 12 et dans le meilleur cinq défensif de la conférence. Ses 75 contres sont le meilleur total d'une freshman de Texas. Après 11,1 points et 9,4 rebonds en freshman, la numéro 34 totalise 10,8 et 7,3 rebonds en sophomore avec 20 titularisations sur 33 rencontres. En junior, elle intègre le meilleur cinq de la Big 12 avec 9,9 points à 56,1 %, 7,1 rebonds et 1,9 contre par rencontre. Texas est battu au sweet 16 par les Huskies du Connecticut, Boyette réussissant 7 points (3 tirs sur 6) et 7 rebonds en 17 minutes. En senior, Texas atteint l'Elite Eight après 36 matches et autant de titularisations pour 11,3 points, 8,9 rebonds et 2,9 contres. Elle est la première joueuse de Texas à inscrire 100 points, 1000 rebonds et 200 contres. Assistant coach des Longhorns pour son année senior, l'ancienne all-star WNBA Tina Thompson l'aide à devenir plus complète. Co-meilleure défenseuse de la Big 12, elle l'aide à progresser en attaque où Boyette avoue un manque de confiance et trop d'hésitations : « C'est parce que j'étais affreuse en attaque quand j'ai débuté en high school. En freshman, je ne savais même pas faire un lay-up. Je n'ai été à l'aise en attaque qu'en junior. » Elle espère pouvoir disputer les Jeux olympiques de 2020.
Elle est draftée en 10e position par le Sky de Chicago devenant la première joueuse dont la mère ait déjà joué en WNBA. Le lendemain, elle rend publique une lettre d'amour au basket-ball. Le 11 juillet, elle réalise son deuxième double-double de la saison avec 12 points et une meilleure performance de la saison avec 13 rebonds pour permettre au Sky de l'emporter 100 à 95 sur le Mercury. Lors de la troisième manche des demi-finales des play-offs (70-66), elle réussit une performance de choix de 13 points et 11 rebonds pour éviter l'élimination du Sky par les Sparks.
Fin juillet 2017, Imani Boyette (4,6 points et 4,4 rebonds) et sa coéquipière Tamera Young sont transférées par le Sky au Dream d'Atlanta en échange de Jordan Hooper et d'un premier tour de la draft WNBA 2018, le club de la Géorgie recherchant à se renforcer au rebond. L'ancienne membre du meilleur cinq des rookies de 2017 (alors 6,7 points, 5,6 rebonds et 1,4 contre) explique avoir déçue du rôle insuffisant qui lui avait octroyé par la nouvelle coach du Sky Amber Stocks. Lors des sept premières rencontres avec le Dream, ses statistiques restent cependant encore plus modestes avec 3,7 points, 3,1 rebonds en 10,1 minutes.

## Palmarès
- Médaillée d'or au Mondial U17 de 2010

## Distinctions personnelles
- Big 12 Co-Defensive Player of the Year (2016)
- Big 12 All-Tournament Team (2015)
- All-Big 12 (Honorable Mention 2013, Second Team 2014, First Team 2015, 2016)
- Big 12 Freshman of the Year / All-Freshman Team (2013)
- Big 12 All-Defensive Team (2013)